# Mount Grenville
Der Mount Grenville ist mit einer Höhe von 3124 m und einer Schartenhöhe von 1.101 m der höchste Gipfel des Homathko Icefield in den Southern Pacific Ranges der Coast Mountains im Südwesten der kanadischen Provinz British Columbia. Er liegt im Strathcona Regional District, östlich der Mündung des Homathko River in das Bute Inlet an der südlichen Grenze des Eisfeldes und gehört zu einer großen Gruppe von Gipfeln in dieser Region, die nach Personen des Elisabethanischen Zeitalters oder mit diesem anderweitig in Verbindung stehenden Themen benannt wurden. So gehören zum Homathko Icefield z. B. auch der Armada Peak und der Galleon Peak.